# Parque natural del Estrecho

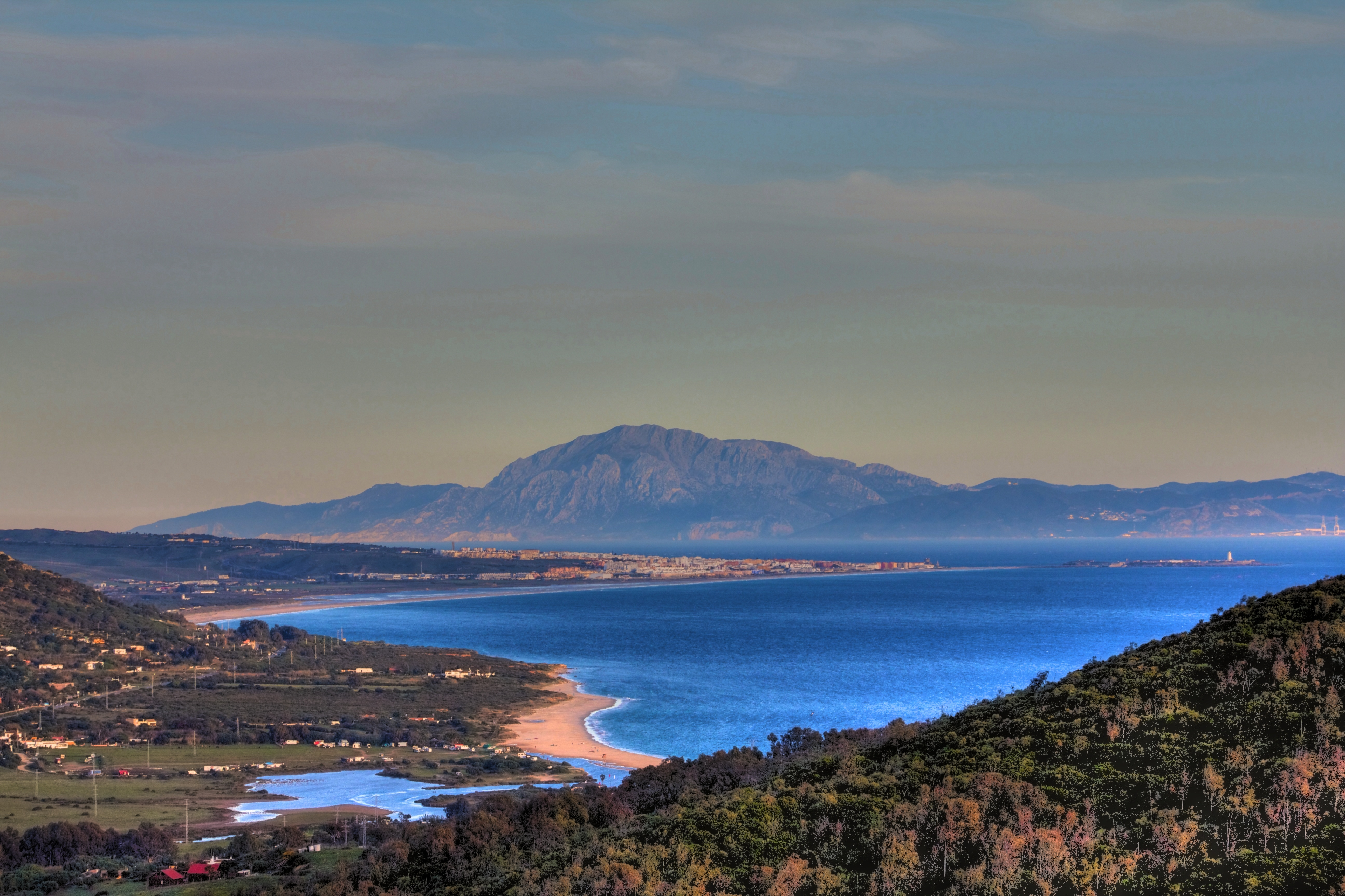
Vista de la costa africana y de la ciudad de Tarifa desde los cerros occidentales del Estrecho.

El Parque natural del Estrecho se encuentra en el extremo sur de la península ibérica y protege el espacio marítimo-terrestre del litoral desde la ensenada de Getares (Algeciras) hasta el cabo de Gracia (Tarifa). Fue declarado parque natural en el año 2003 y tiene una superficie protegida de 18 910 ha. Es el espacio protegido más meridional del continente europeo y une valores ecológicos, paisajísticos, históricos y culturales de características singulares. Forma parte de la Reserva de la biosfera intercontinental del Mediterráneo.
Las costas del parque están bañadas por dos mares, en el este por el mar Mediterráneo y en el oeste por el océano Atlántico. El estrecho de Gibraltar, que une estos mares y que separa Europa de África, es lugar de paso de aves migratorias y mamíferos marinos. La distancia mínima entre los dos continentes es de solo 14 kilómetros y desde tiempos prehistóricos este paso fue también una vía migratoria del ser humano.
La unión de dos mares convierte el medio marino en un enclave privilegiado que alberga una biodiversidad excepcional de extraordinario interés. El clima de la zona se distingue por temperaturas muy suaves y una estación seca con ausencia total de lluvias.
Como todos los parques andaluces, cuenta con un órgano de dirección y uno consultivo que es la Junta Rectora. En el momento de su creación el director conservador del parque fue Jesús Cabello Medina, ingeniero técnico forestal. Le sucedió Esther Gordo en el año 2010. La Junta Rectora la preside desde 2014 José Carlos García Gómez, catedrático en Biología marina en la Universidad de Sevilla en sustitución de Ildefonso Sena Rodríguez.

## Creación del parque natural
Corresponden a la Junta de Andalucía, según recoge su estatuto de autonomía, las competencias en materia de medio ambiente en su territorio. De este modo, tiene competencia exclusiva ejercida mediante la Consejería de Medio Ambiente en la gestión de espacios naturales de la comunidad autónoma y en el aprovechamiento y servicios de montes, marismas y lagunas.
La Junta de Andalucía, según la Ley 2/1989, de 18 de julio, por la que se aprueba el Inventario de Espacios naturales protegidos de Andalucía y se establecen medidas adicionales para su protección, estableció las diferentes categorías de protección de los espacios naturales. La definición de parque natural no aparece recogida en dicha ley y se aplica la definición anterior dada por la Jefatura de Estado en la Ley 4/1989, de 27 de marzo, de Conservación de los Espacios Naturales y de la Flora y Fauna Silvestres.
Así, según el artículo 13 de dicha ley, se define parque natural como:

...áreas naturales, poco transformadas por la explotación u ocupación humana que, en razón a la belleza de sus paisajes, la representatividad de sus ecosistemas o la singularidad de su flora, de su fauna o de sus formaciones geomorfológicas, poseen unos valores ecológicos, estéticos, educativos y científicos cuya conservación merece una atención preferente.

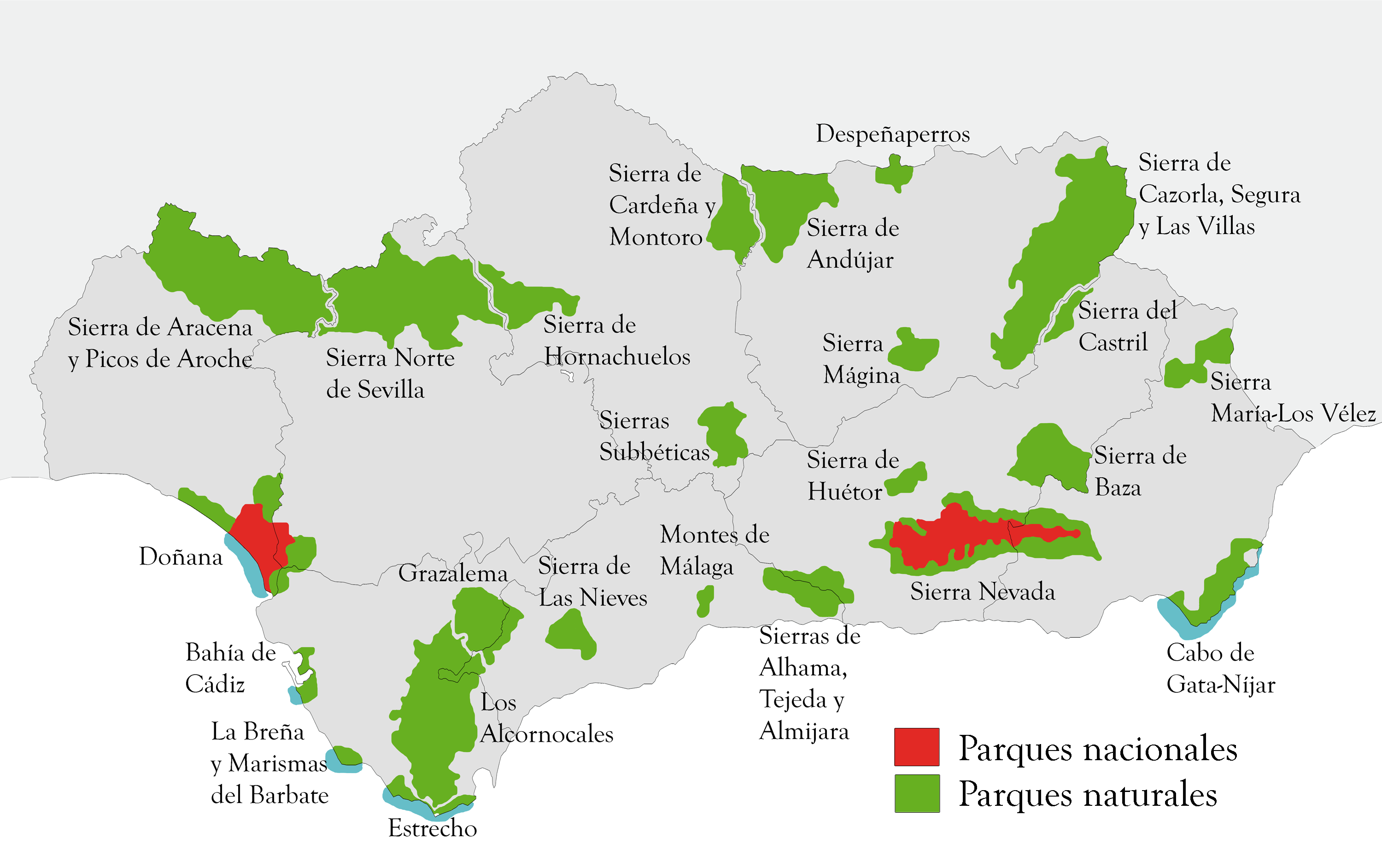
Red de Parques naturales y nacionales de Andalucía.

La declaración del litoral español del estrecho de Gibraltar como parque natural tuvo lugar mediante el Decreto 57/2003, de 4 de marzo sumándose este al Inventario de Espacios Naturales Protegidos de Andalucía aprobado según el Artículo 8.1 de la Ley 2/1989, de 18 de julio. Previamente había sido redactado el Plan de Ordenación de los Recursos Naturales del Frente Litoral Algeciras-Tarifa (PORN) que marcaba los valores naturales, históricos y paisajísticos de la zona que más tarde fue aprobado mediante Decreto 308/2002, de 23 de diciembre.
En virtud de esto la gestión del parque natural corresponde a la Consejería de Medio Ambiente con la asistencia de la Junta Rectora del Parque cuyo control está en manos del Director Conservador.
La Junta Rectora del parque natural del Estrecho está formada según lo dispuesto en la Ley 2/1989, de 18 de julio y el Decreto 239/1997 de 15 de octubre por 47 miembros entre los que se encuentran los delegados de la Junta en Cádiz,  subdelegado en el Campo de Gibraltar, delegado provincial de la Consejería de Medio Ambiente, representantes de diferentes consejerías, de los grupos parlamentarios de Andalucía, de los ayuntamientos de Algeciras y Tarifa, de la Diputación de Cádiz, de la Universidad de Cádiz y de diversas organizaciones de la región.

### Otras figuras de protección

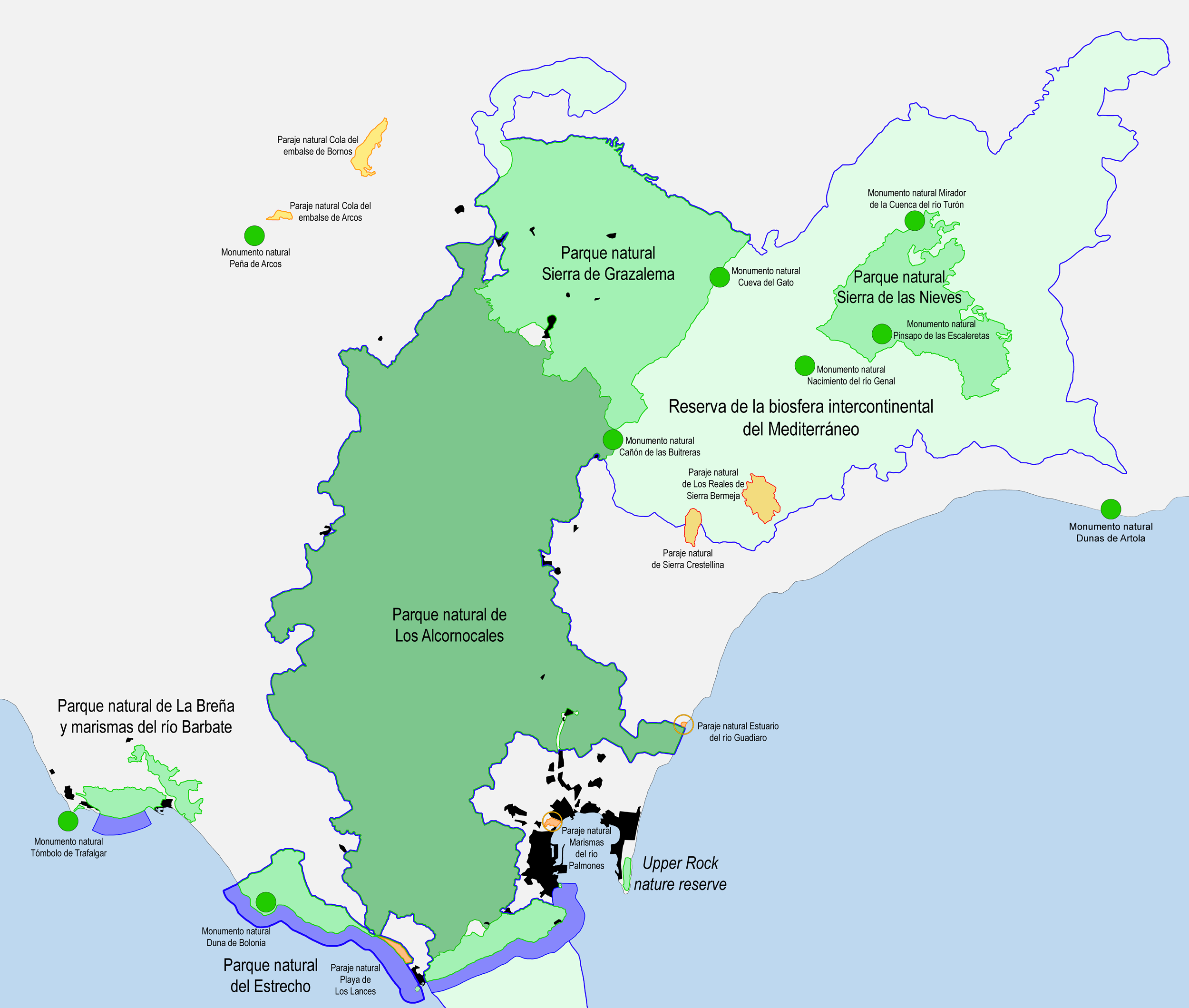
Áreas naturales protegidas en la orilla norte del Estrecho de Gibraltar.

Independientemente de su declaración como parque natural parte o la totalidad del área se encuentra amparado por otras figuras de protección natural. Dentro de sus límites se encuentra el Paraje natural playa de los Lances, declarado espacio natural en 1989, con una extensión de 226 hectáreas que se corresponden con la playa de Los Lances y el humedal formado en la desembocadura de los ríos Jara y de la Vega, de gran importancia para las aves migratorias, y el Monumento natural Duna de Bolonia de aproximadamente 131 675 m² de extensión que, con sus 30 metros de altura supone uno de los mejores ejemplos de dunas activas del litoral andaluz.
La totalidad del parque pertenece a la Reserva de la biosfera intercontinental del Mediterráneo que, con 423 535 hectáreas, incluye también al Parque natural Sierra de Grazalema, al Parque natural Sierra de las Nieves y al Parque natural de Los Alcornocales en España y al Parque nacional de Talassemtane en Marruecos además de 4 Parajes naturales, 3 Monumentos naturales y 7 sitios de interés biológico y ecológico.
Parte del actual parque natural pertenece, bajo la figura de protección de Lugar de interés comunitario (LIC) y Zona de especial protección para las aves (ZEPA), a la Red Natura 2000. Se diferencian dos espacios:
- LIC Estrecho, que a su vez también se encuentra declarado ZEPA. Totalmente terrestre y cuyos principales valores ambientales están relacionados con la diversidad de hábitats presentes y con su importancia en el paso migratorio de aves entre Europa y África.
- LIC Estrecho Oriental que se corresponde con el ámbito marino y con el corredor migratorio oriental del estrecho de Gibraltar y del que se destaca su importancia para la supervivencia de las colonias de Tursiops truncatus y Caretta caretta.

Ambos poseen un total de 19 176,57 y 23 641,82 hectáreas protegidas respectivamente, no todas dentro del parque.

## Límites

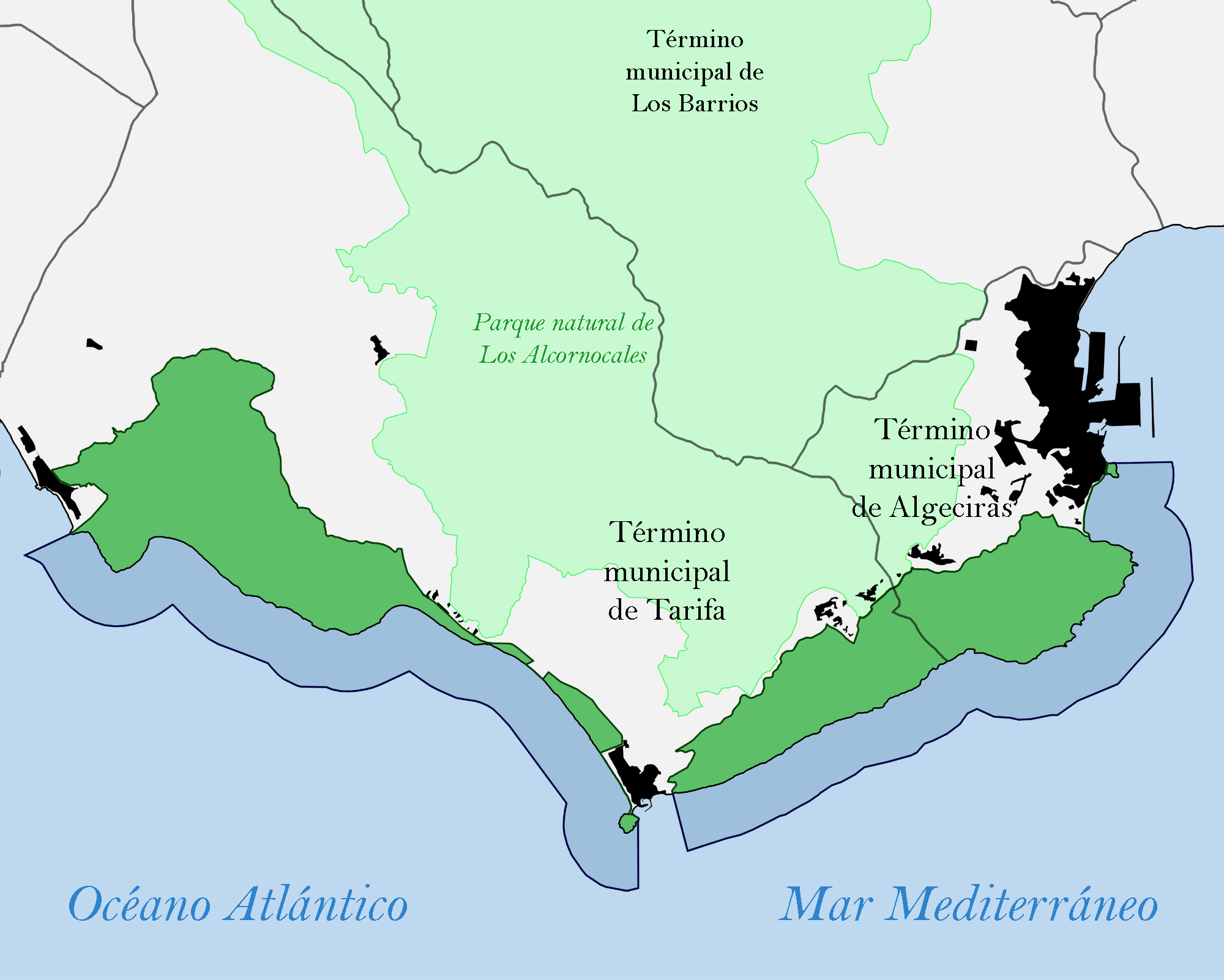
Situación del parque natural en el norte del estrecho de Gibraltar.

Tras la aprobación del Plan de Ordenación de los Recursos Naturales del Frente Litoral Algeciras-Tarifa (PORN) el 9 de febrero de 1999 se establecieron los límites del parque natural que posteriormente fueron modificados por Orden de 22 de abril de 1999 incluyéndose los terrenos pertenecientes al parque natural de Los Alcornocales denominados cerros del Estrecho y los terrenos de la ensenada de Getares y punta de San García.
El límite terrestre sur del parque va desde la punta de Gracia en el término municipal de Tarifa hasta la punta de San García en el término municipal de Algeciras. Al interior la zona oriental del parque se encuentra en su totalidad delimitada por la carretera nacional N-340 e incluye parte de la sierra del Cabrito y cerros del Estrecho. La zona occidental tiene su primer tramo, el correspondiente con la playa de Los Lances delimitado por la N-340 mientras que su extremo oeste toma como límite la cima de la loma de San Bartolomé y casi la totalidad de la sierra de la Plata.
El ámbito marino del parque incluye una milla marina medida desde la línea perpendicular de la costa en todo el tramo desde punta de Gracia hasta punta de San García salvo en el frente litoral de la ciudad de Tarifa al este de la isla de Las Palomas que se mantiene como zona de reserva para la Autoridad Portuaria de la Bahía de Algeciras para futuras ampliaciones del puerto de Tarifa.
La superficie total del parque se calcula en aproximadamente 19 127 hectáreas de las cuales corresponden al ámbito terrestre unas 9880 y al ámbito marino unas 9247 hectáreas. De ellas unas 2300 hectáreas pertenecen al municipio de Algeciras y 7500 al municipio de Tarifa. La mayor parte de su superficie, 6994 hectáreas, no pertenece a titularidad pública siendo parte de las numerosas fincas de la zona, de los terrenos públicos 3810 hectáreas pertenecen a los ayuntamientos de Algeciras y Tarifa, 693 hectáreas al Ministerio de Defensa y el resto, apenas 55 hectáreas a la Junta de Andalucía.

### Zonificación

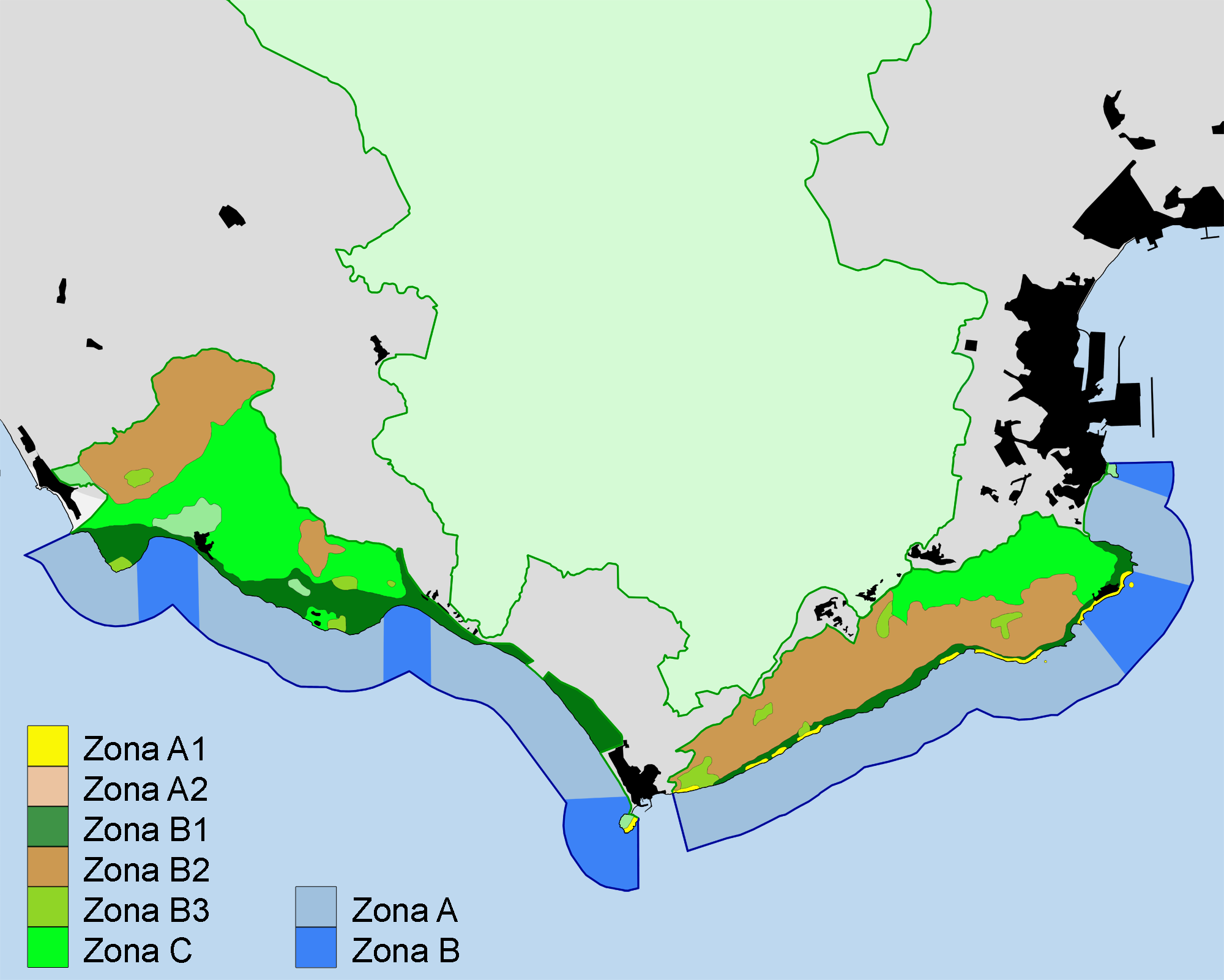
Zonificación del parque natural del Estrecho.

El Programa de uso público del parque natural del Estrecho establece una división por zonas en relación con el grado de protección y usos permitidos. Esta zonificación fue aprobada por Resolución de la directora general de Sostenibilidad en la Red de Espacios Naturales el 17 de noviembre de 2008 y comprende tres zonas con varias subzonas:
- Zonas de protección A, denominadas Zonas de reserva: presentan características naturales e históricas de excepcional valor. Su capacidad para soportar la presión antrópica es muy baja o nula y por ello se encuentran limitadas las actividades humanas permitidas en ellas. Son zonas de reserva submarina los tramos de costa situados frente a las playas de Bolonia y Los Lances o la costa frente punta de San García, Cala Arenas, isla Cabrita o la isla de Las Palomas. Se diferencian dos subcategorías dentro del ámbito terrestre:
  - Zona A1, Espacios naturales costeros de extraordinario interés: donde se encuentra prohibida cualquier actividad de uso público así como la pesca, el marisqueo, la recolección de plantas, animales y minerales o la edificación. Destacan en esta categoría, la isla de Las Palomas, isla Cabrita o el tramo situado entre la ensenada de El Tolmo y punta Carnero.
  - Zona A2, Espacios culturales costeros de extraordinario interés: donde únicamente están permitidas las actividades orientadas a potenciar el conocimiento del pasado y la cultura de la región y organizadas por la Consejería de Cultura de la Junta de Andalucía o permitidas por ella. Destacan en esta categoría las áreas arqueológicas de Baelo Claudia y la necrópolis de Los Algarbes.

- Zonas de protección B, denominadas Zonas de regulación especial: poseen un buen grado de conservación respecto a sus valores naturales o culturales. Se permite la realización de actividades primarias y aquellas compatibles. Se diferencian varias subzonas:
  - En el medio marino la Zona B comprende una milla marina desde el límite de la costa toda el área salvo en aquellas regiones contempladas como Zonas A.
  - Zona B1, Paraje natural Playa de Los Lances y otros espacios costeros de interés naturalístico y paisajístico: que incluye este paraje natural además de las zonas de acantilados de punta Camarinal, cabo de Gracia o cerros del Estrecho entre otros.
  - Zona B2, Espacios serranos de interés naturalístico y paisajístico y cerros del Estrecho: donde no está permitida la construcción aunque sí la realización de diversas actividades de arraigo en la población. Se incluyen en esta categoría las laderas de los cerros de San Bartolomé, La Plata o los cerros del Estrecho.
  - Zona B3, Espacios costeros y serranos con instalaciones sujetas a la Defensa Nacional: que incluye instalaciones militares y zonas de interés para el desarrollo de sus actividades.

- Zonas de protección de Grado C, denominadas Zonas de regulación común: donde los valores naturales y paisajísticos se encuentran deteriorados, son las únicas zonas en las que está permitido realizar diversas actividades de transformación del medio. Se incluyen en esta categoría diversos enclaves urbanos, pastizales y zonas interserranas de las lomas de San Bartolomé, La Plata o La Higuera.

## Núcleos urbanos

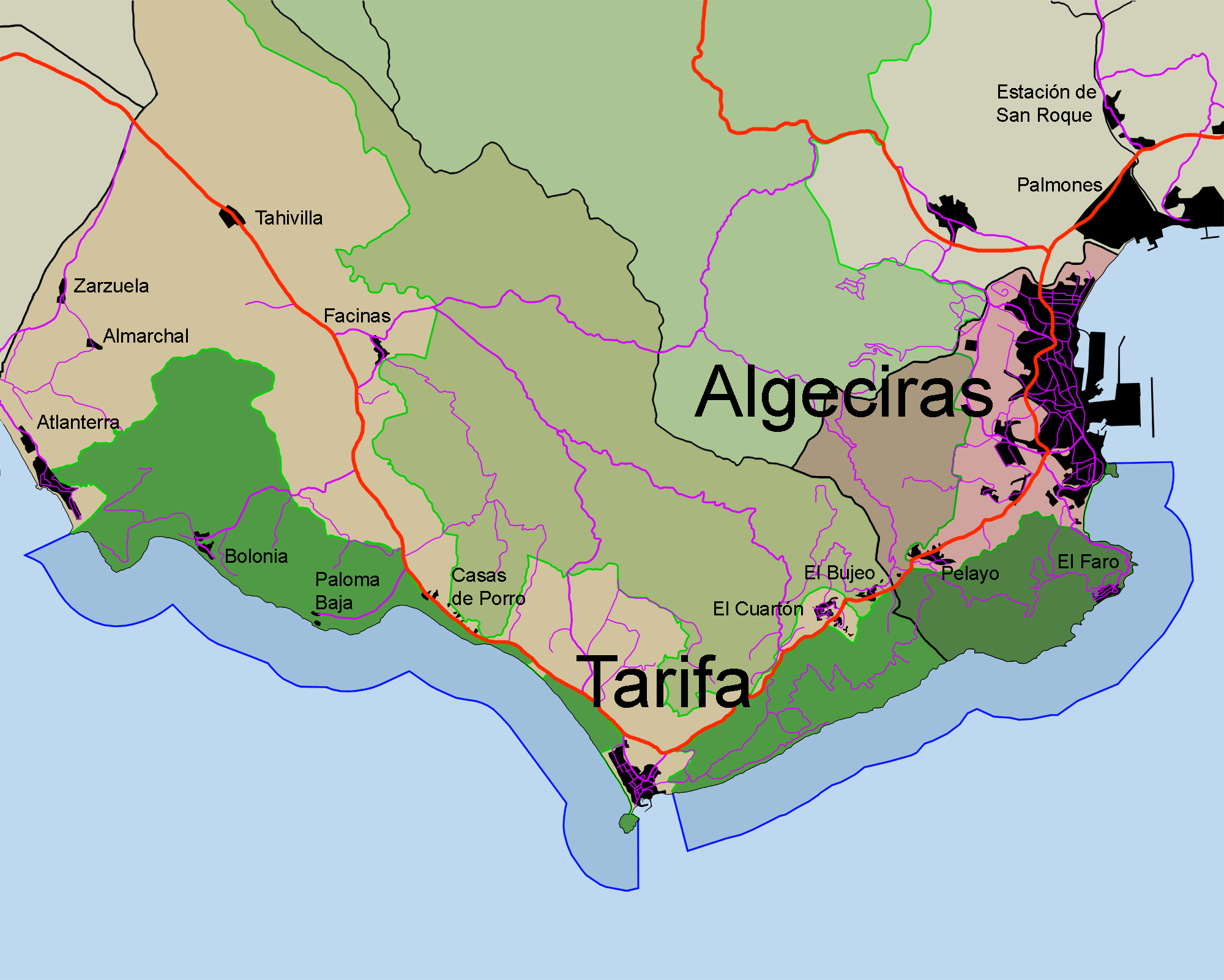
Núcleos urbanos e infraestructuras viarias en los alrededores del parque natural.

El parque natural del Estrecho ocupa parte de los términos municipales de Tarifa y Algeciras, encontrándose los dos núcleos principales de ambas poblaciones en sus límites y resultando afectados únicamente en su frente litoral al estar protegidas las aguas frente a la isla de Las Palomas y ensenada de Getares. Incluidos en áreas consideradas como Zonas de regulación común se localizan diversos núcleos de población y entidades menores al municipio. Asimismo, diversos núcleos poblacionales se sitúan en los límites de la zona protegida.
Respecto a Algeciras se encuentra dentro del parque la barriada de El Faro, junto a punta Carnero, a la cual se tiene acceso mediante la carretera provincial CA-223, y en sus límites se sitúa la barriada de Pelayo, junto a la carretera N-340.
Correspondiente a Tarifa ocupa un área dentro de los límites del parque natural la zona urbana de Bolonia, accesible mediante la carretera CA-8202 y en sus límites se localizan los núcleos de El Cuartón, El Bujeo, Casas de Porro y Atlanterra.
La población total de los dos municipios más cercanos asciende, en 2010, a 134 210 habitantes, de los cuales 116 417 pertenecen a Algeciras y 17 793 a Tarifa. En el ámbito más cercano se encuentran también los municipios de Gibraltar, La Línea de la Concepción, San Roque, Los Barrios y Barbate, sumando un total superior a los 300 000 habitantes.

## Geografía física

### Clima
El clima del estrecho de Gibraltar y de su zona adyacente suele definirse como templado, de transición entre el mediterráneo y el oceánico, caracterizado por unas condiciones de temperaturas suaves y regulares durante todo el año, una escasa amplitud térmica y por precipitaciones irregulares y de carácter torrencial con una media anual situada en los 1000 mm que suelen acumularse durante los meses de noviembre a enero.
Tomando como punto de referencia la ciudad de Tarifa puede observarse la pequeña diferencia entre las temperaturas máxima y mínima del año así como la concentración de las precipitaciones en los tres primeros y tres últimos meses del año.
| Parámetros climáticos promedio de Tarifa, España            | Parámetros climáticos promedio de Tarifa, España | Parámetros climáticos promedio de Tarifa, España | Parámetros climáticos promedio de Tarifa, España | Parámetros climáticos promedio de Tarifa, España | Parámetros climáticos promedio de Tarifa, España | Parámetros climáticos promedio de Tarifa, España | Parámetros climáticos promedio de Tarifa, España | Parámetros climáticos promedio de Tarifa, España | Parámetros climáticos promedio de Tarifa, España | Parámetros climáticos promedio de Tarifa, España | Parámetros climáticos promedio de Tarifa, España | Parámetros climáticos promedio de Tarifa, España | Parámetros climáticos promedio de Tarifa, España |
| Mes                                                         | Ene.                                             | Feb.                                             | Mar.                                             | Abr.                                             | May.                                             | Jun.                                             | Jul.                                             | Ago.                                             | Sep.                                             | Oct.                                             | Nov.                                             | Dic.                                             | Anual                                            |
| ----------------------------------------------------------- | ------------------------------------------------ | ------------------------------------------------ | ------------------------------------------------ | ------------------------------------------------ | ------------------------------------------------ | ------------------------------------------------ | ------------------------------------------------ | ------------------------------------------------ | ------------------------------------------------ | ------------------------------------------------ | ------------------------------------------------ | ------------------------------------------------ | ------------------------------------------------ |
| Temp. máx. media (°C)                                       | 16                                               | 17                                               | 18                                               | 19                                               | 22                                               | 24                                               | 27                                               | 28                                               | 26                                               | 22                                               | 19                                               | 17                                               | 21.25                                            |
| Temp. mín. media (°C)                                       | 13                                               | 14                                               | 15                                               | 16                                               | 19                                               | 21                                               | 24                                               | 24                                               | 23                                               | 19                                               | 17                                               | 14                                               | 18.25                                            |
| Precipitación total (mm)                                    | 121,9                                            | 106,7                                            | 106,7                                            | 66,0                                             | 38,1                                             | 10,2                                             | 0,0                                              | 2,5                                              | 25,4                                             | 76,2                                             | 149,9                                            | 132,1                                            | 835,7                                            |
| Fuente: The Weather Channel Interactive, Inc. Enero de 2010 |                                                  |                                                  |                                                  |                                                  |                                                  |                                                  |                                                  |                                                  |                                                  |                                                  |                                                  |                                                  |                                                  |

Es particularmente importante en la zona del Estrecho la influencia del viento; de entre los vientos predominantes destaca el viento de levante. El levante, proveniente del este o del sudeste y con una velocidad media de 50 km/h, es canalizado por las sierras cercanas a la costa creando un cuello de botella a su paso por la zona más angosta del Estrecho llegando a adquirir altas velocidades, muy a menudo superiores a los 100 km/h.
Consecuencia del choque de las corrientes de aire con las sierras del Estrecho tiene lugar durante el invierno una rápida condensación de nubes en la zona y la formación de nieblas en las laderas y cumbres cercanas, llamadas localmente «barbas del levante», mientras en verano el levante hace descender la humedad ambiental por debajo del 30%.

### Geología

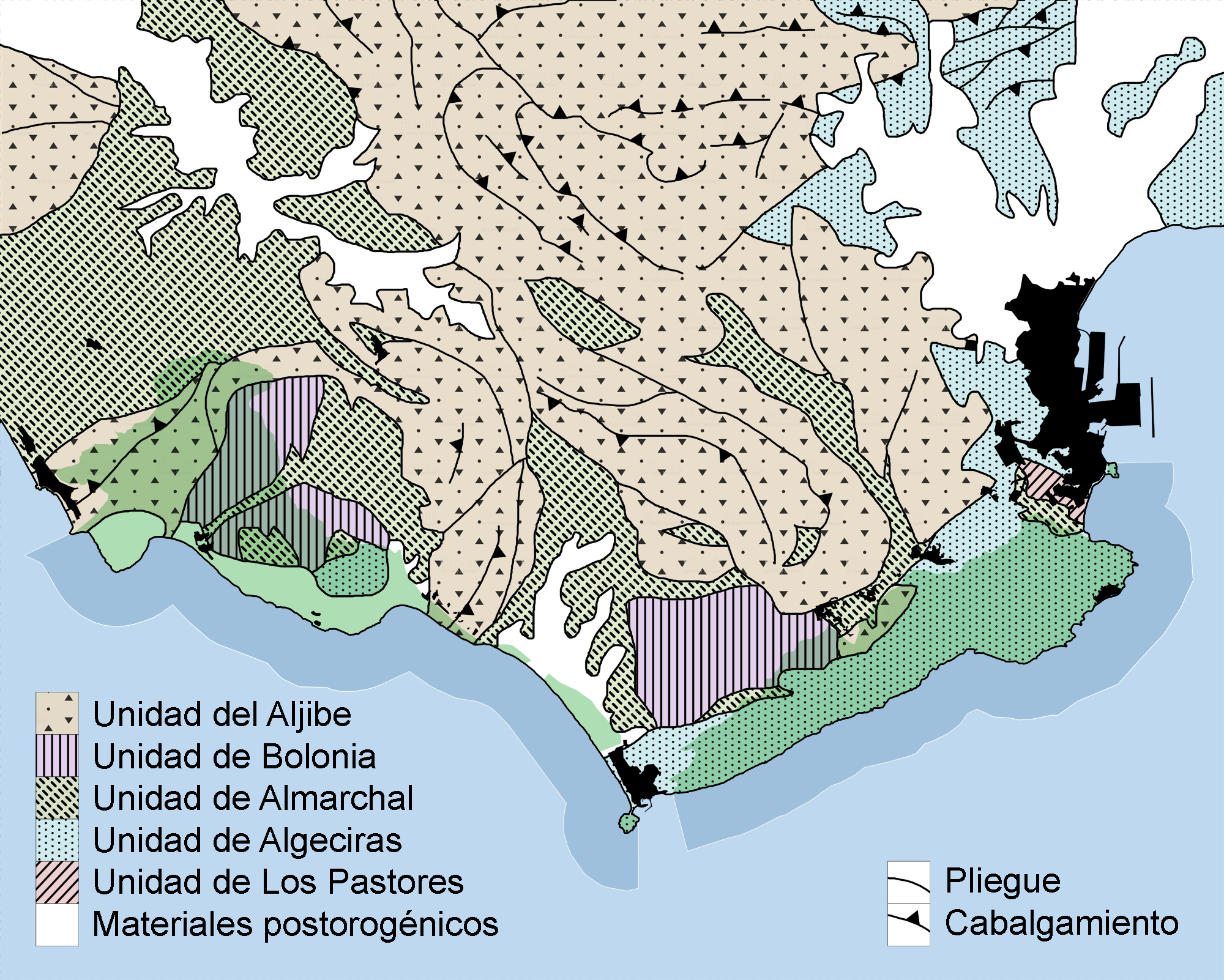
Unidades geológicas dentro y en los alrededores del parque natural.

El parque se encuentra situado en las estribaciones de la cordillera Bética y geológicamente está formado por una serie muy compleja de sucesiones geológicas enmarcadas en lo que se denominan Unidades del Campo de Gibraltar, típicas del extremo sur de esta cordillera. Dentro de las unidades del Campo de Gibraltar destaca por su mayor representación la unidad de Algeciras formada por un flysch margo areniscoso micáceo con edades comprendidas entre el Oligoceno y el Cretácico.
Entre la ensenada de El Tolmo y la ciudad de Tarifa y en los alrededores de punta Camarinal afloran rocas pertenecientes a la unidad de Bolonia. Esta unidad cretácica tiene una facies típica de arcillas rojizas.
La unidad de Almarchal aparece principalmente en el término de Tarifa, sobre todo en zonas cercanas a la playa de Los Lances y a punta Camarinal. Está formado por margas esquistosas aunque algunos sondeos han mostrado que pueden poseer una matriz muy abundante en arcillas. Los terrenos postorogénicos, por su parte, se sitúan en la zona occidental del parque y corresponden exclusivamente al Cuaternario y son, sobre todo, debidos a depósitos aluviales.

### Orografía

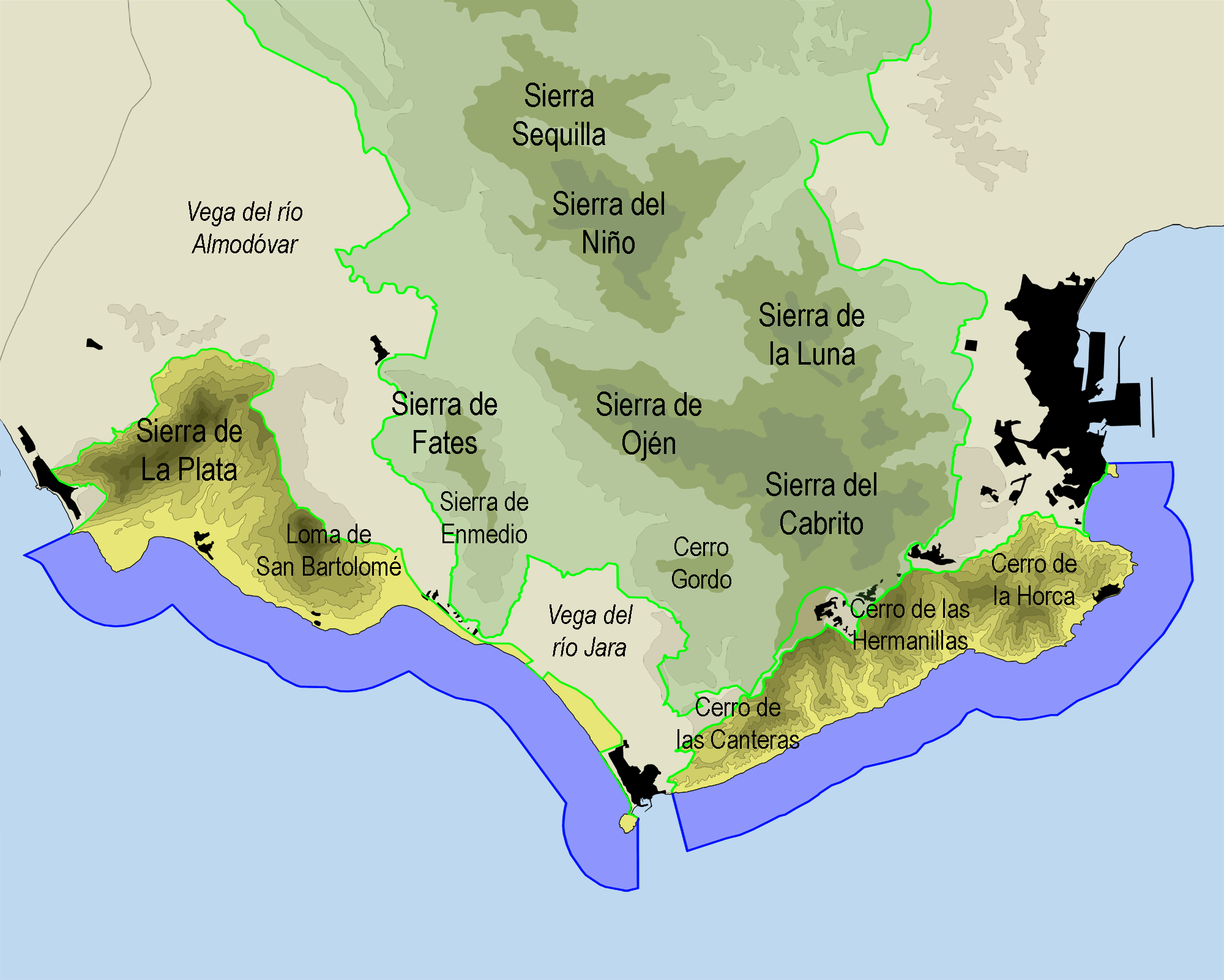
Principales accidentes orográficos del parque natural del Estrecho y alrededores.

En el sector oriental del parque se localizan los denominados cerros del Estrecho que se corresponden con la abrupta pérdida de altura de la sierra del Cabrito. Estos cerros forman en su contacto con la costa los acantilados del tramo desde Algeciras a Tarifa. Destaca especialmente el cerro de la Horca con una altitud máxima de 206 metros y que forma los acantilados de punta Carnero y el cerro de las Hermanillas, máxima altura del sector con 307 metros y que forma los acantilados de la ensenada de El Tolmo.
Al este, desde la ciudad de Tarifa hasta punta Paloma, aparece una zona de tierras bajas correspondientes a las cuencas fluviales hasta que en ese punto,
en los alrededores de la ensenada de Bolonia, vuelve el terreno a elevarse con las faldas de la sierra de Enmedio. En la zona occidental es la sierra de la Plata, con una cota de 458 metros en el pico Plata, la que configura cerros cercanos a la costa y donde tiene especial importancia paisajística la loma de San Bartolomé junto a la ensenada de Bolonia.

### Hidrología

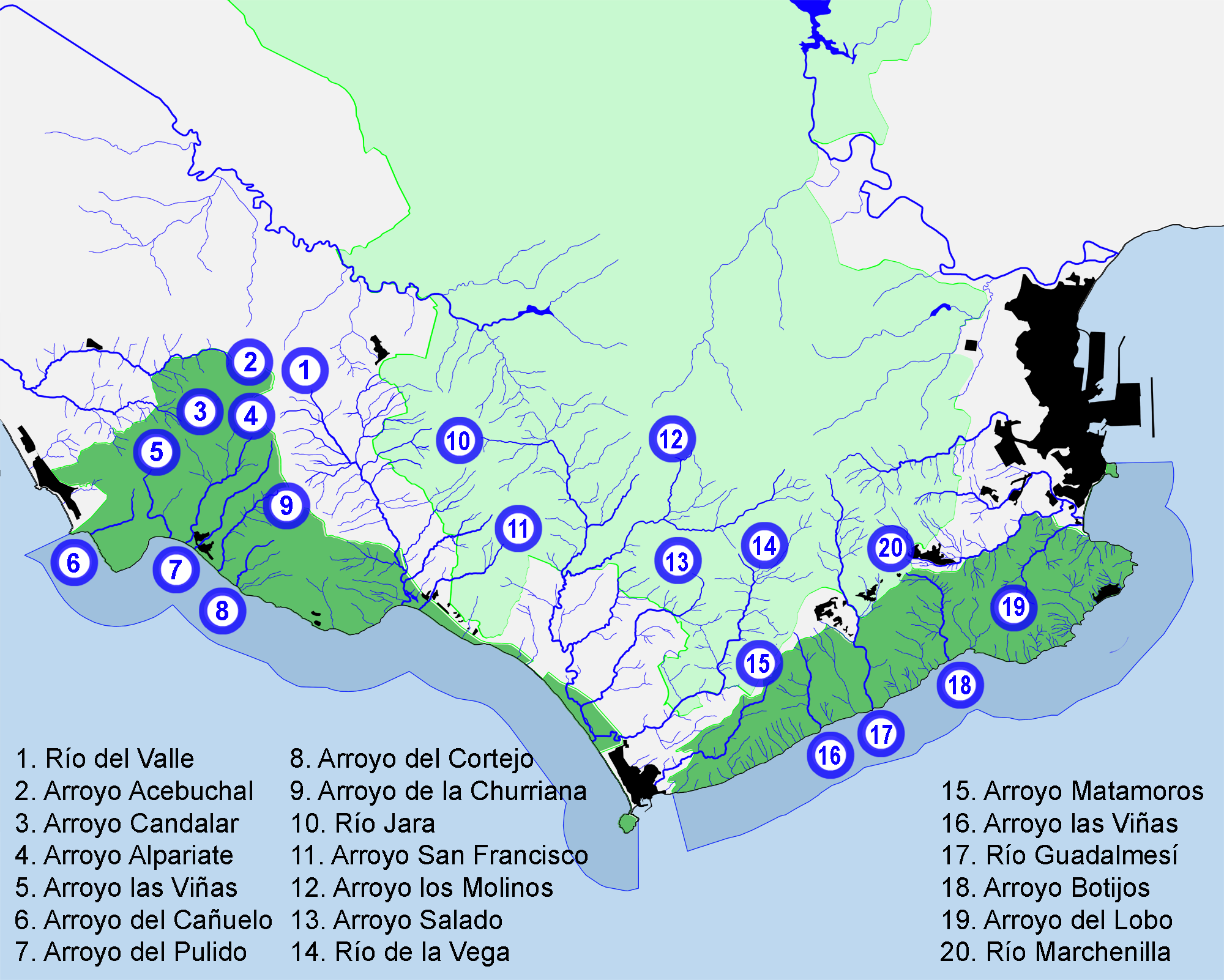
Principales cursos fluviales dentro y en los alrededores del parque natural del Estrecho.

La zona occidental del parque hasta aproximadamente la ensenada de El Tolmo pertenece a la cuenca hidrográfica atlántico andaluza mientras que la zona oriental pertenece a la cuenca hidrográfica mediterráneo andaluza.
No existen en la zona cauces fluviales de especial importancia debido principalmente a la orografía de la región. Desde punta de Tarifa hasta Algeciras la elevación de la costa da lugar a la formación de arroyos estacionales y de escorrentía de muy escaso caudal destacando el arroyo de Marchenilla y el río Pícaro cuyas aguas desembocan en la ensenada de Getares. En los alrededores de la loma de San Bartolomé, en el extremo occidental del parque, nacen numerosos arroyos estacionales.
Desde punta de Tarifa hasta cabo Camarinal aparecen como únicos ejemplos de cauces permanentes los ríos de la Vega, del Valle y Jara, todos de corta longitud pero con una extensa red de afluentes que recogen las aguas de las tierras bajas de Tarifa. Entran en los terrenos protegidos las desembocaduras de estos ríos que forman marismas en las ensenadas de Valdevaqueros y Los Lances, de gran importancia para la ornitofauna.
La existencia de acuíferos en el subsuelo del parque natural del Estrecho está constatada por la existencia de múltiples manantiales en las zonas serranas, principalmente en las cercanías de la loma de San Bartolomé o los cerros del Estrecho y numerosos pozos y zonas de captación de aguas en las vegas. La geología de los terrenos elevados, principalmente compuestos por areniscas, no favorece la existencia de grandes reservas de agua. No ocurre lo mismo con las zonas adyacentes a los cursos fluviales de los ríos Jara, de la Vega y Pícaro que sí poseen un complejo sistema de aguas subterránea, abastecedores de las poblaciones cercanas, diferenciables entre acuíferos litorales ligados a las marismas y dunas y aluviales ligados a los procesos sedimentarios en sus tramos medio y alto.

### Costa

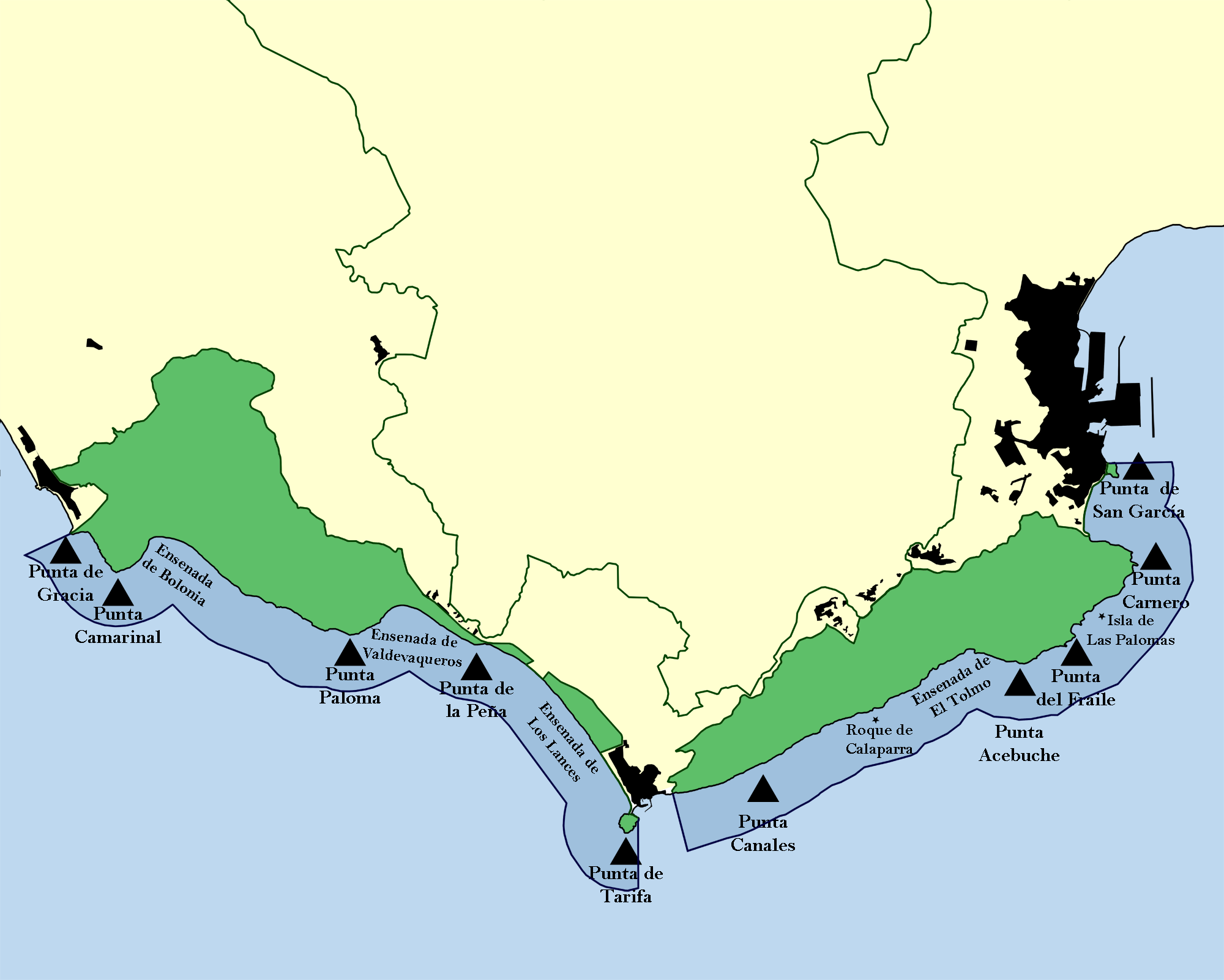
Principales accidentes costeros de la orilla norte del estrecho de Gibraltar.

La peculiar situación del estrecho de Gibraltar como nexo de comunicación entre el mar Mediterráneo y el océano Atlántico condiciona la dinámica de corrientes marinas. En superficie y hasta los 700 metros aproximadamente discurren las corrientes desde el Atlántico hacia el Este mientras que a mayor profundidad lo hacen las corrientes mediterráneas, de dirección oeste. Superficialmente las corrientes son condicionadas por los vientos y por la propia configuración de la costa, siendo especialmente importante las provenientes del oeste.
Geomorfológicamente se diferencian dos tramos dentro del parque natural, el tramo occidental hasta la ciudad de Tarifa y el oriental hasta la punta de San García. La primera de estas se caracteriza por costa baja y una alta acumulación sedimentaria correspondiente a la dinámica de corrientes marinas y a la presencia de estuarios y corrientes fluviales. La segunda posee zonas de altos acantilados de flysch que forman numerosas calas y cabos y una estrecha plataforma continental que impide parcialmente la acumulación de materiales.

## Medio natural

### Ámbito terrestre

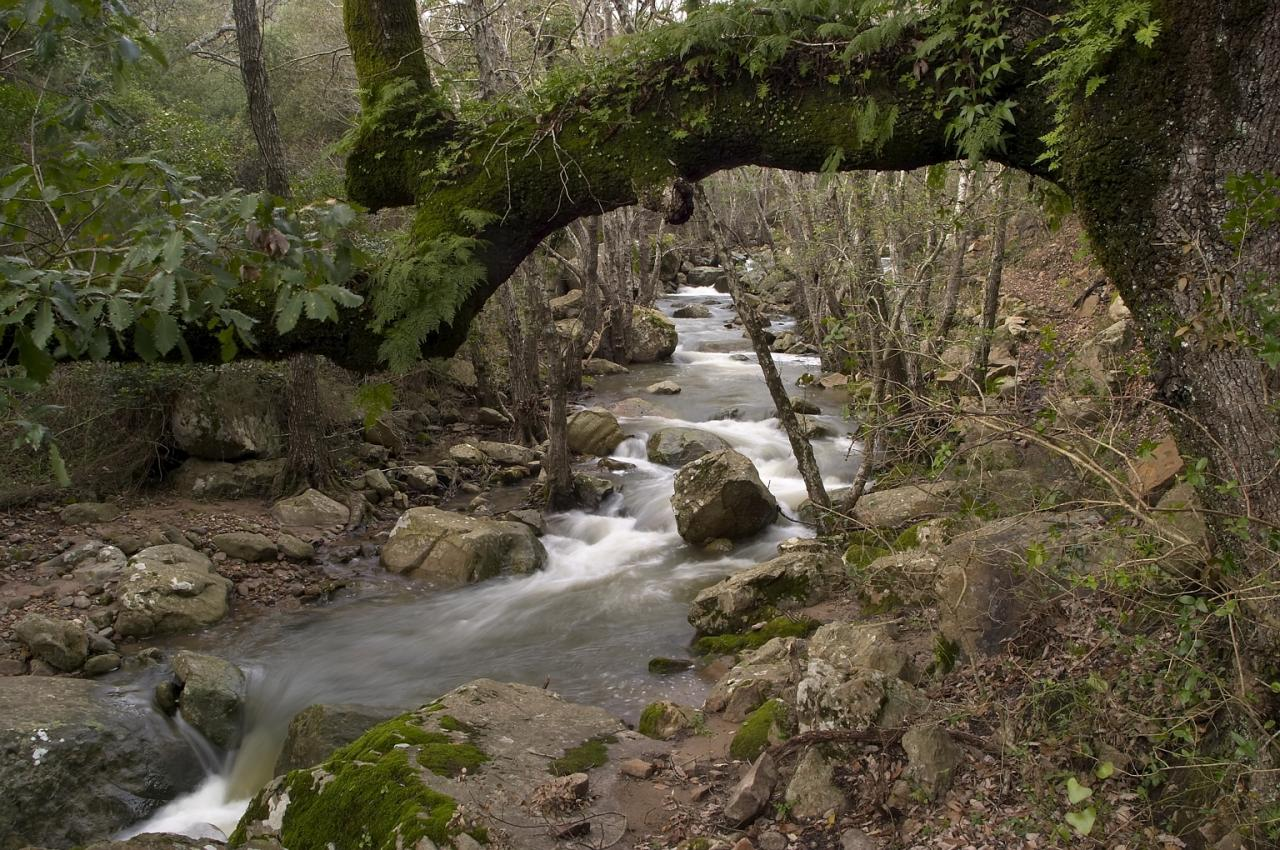
Bosque de galería en el río Guadalmesí.

A grandes rasgos son 4 las comunidades vegetales presentes en el parque natural y que ocupan sendas zonas con particulares condiciones climáticas y edafológicas.
Los cerros del Estrecho, al este del parque son ocupados por vegetales de la serie Myrto communis-Querceto suberis S. caracterizada principalmente por especies adaptadas o moderadamente tolerantes a los suelos silíceos. La comunidad tipo es un bosque de alcornoques poco denso en las cimas debido a la acción del viento que puede desarrollarse fuertemente en las zonas de valles.

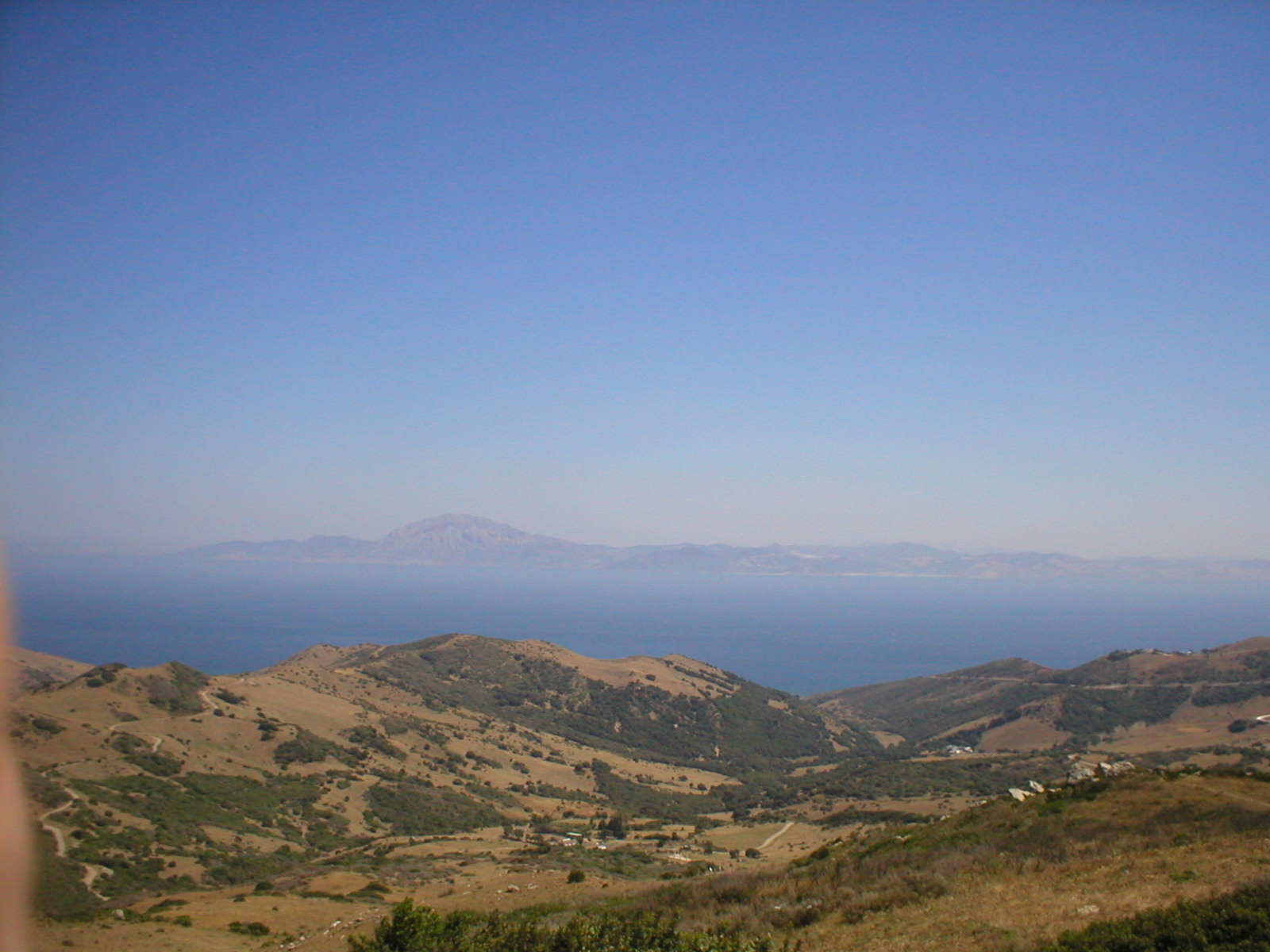
Paisaje de los cerros del Estrecho, al fondo África.

Al oeste del parque, en los alrededores de punta Camarinal la serie Teucrio Baetica-Querceto sueberis está condicionada por una alta humedad que permite el desarrollo de bosques de alcornoques de cierta potencia y de bosques de galería, localmente canutos, alrededor de los cursos de agua donde se desarrollan endemismos como el ojaranzo.
El territorio interior entre punta Camarinal y punta Paloma se encuentra ocupado por la serie Tamo communis-Oleeto sylvestris, con una vegetación potencial en forma de bosque de acebuches que se encuentra fuertemente condicionada por los suelos arcillosos y la escasa disponibilidad de agua.
Por último el tramo de costa más inmediato al mar entre punta Paloma y la isla de las Palomas posee una serie vegetal altamente especializada a la vida en dunas litorales y a la casi ausencia de agua disponible en el suelo cuyas especies más representativas son el barrón y el enebro.
Movimientos migratorios

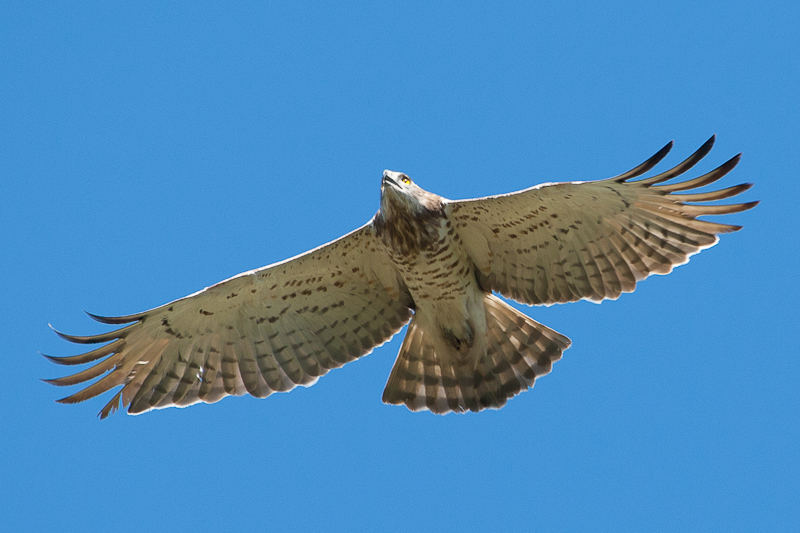
Circaetus gallicus o Águila culebrera en los alrededores de Punta Carnero.

El parque natural actúa como zona de paso y descanso para aquellas aves que realizan la migración entre Europa y África a través del estrecho de Gibraltar. Durante estas migraciones, realizadas principalmente en primavera y otoño, atraviesan el Estrecho desde grandes planeadoras y rapaces hasta pequeños paseriformes. Dentro de las grandes aves llegan a identificarse unas 30 especies siendo las más abundantes el milano negro, la cigüeña blanca y el abejero europeo. Respecto a los paseriformes se han contabilizado hasta 50 especies diferentes entre las que destacan por su número el carricero común, la curruca capirotada o el gorrión común.
Las aves marinas y costeras también realizan su particular movimiento migratorio a través del Estrecho. Este tiene lugar en dirección este-oeste siguiendo la línea de costa para poder llegar a sus zonas de cría. Se ha constatado la migración de unas 29 especies de aves siendo la mayor parte de ellas la pardela cenicienta, la pardela balear y el
alcatraz atlántico.

### Ámbito marino

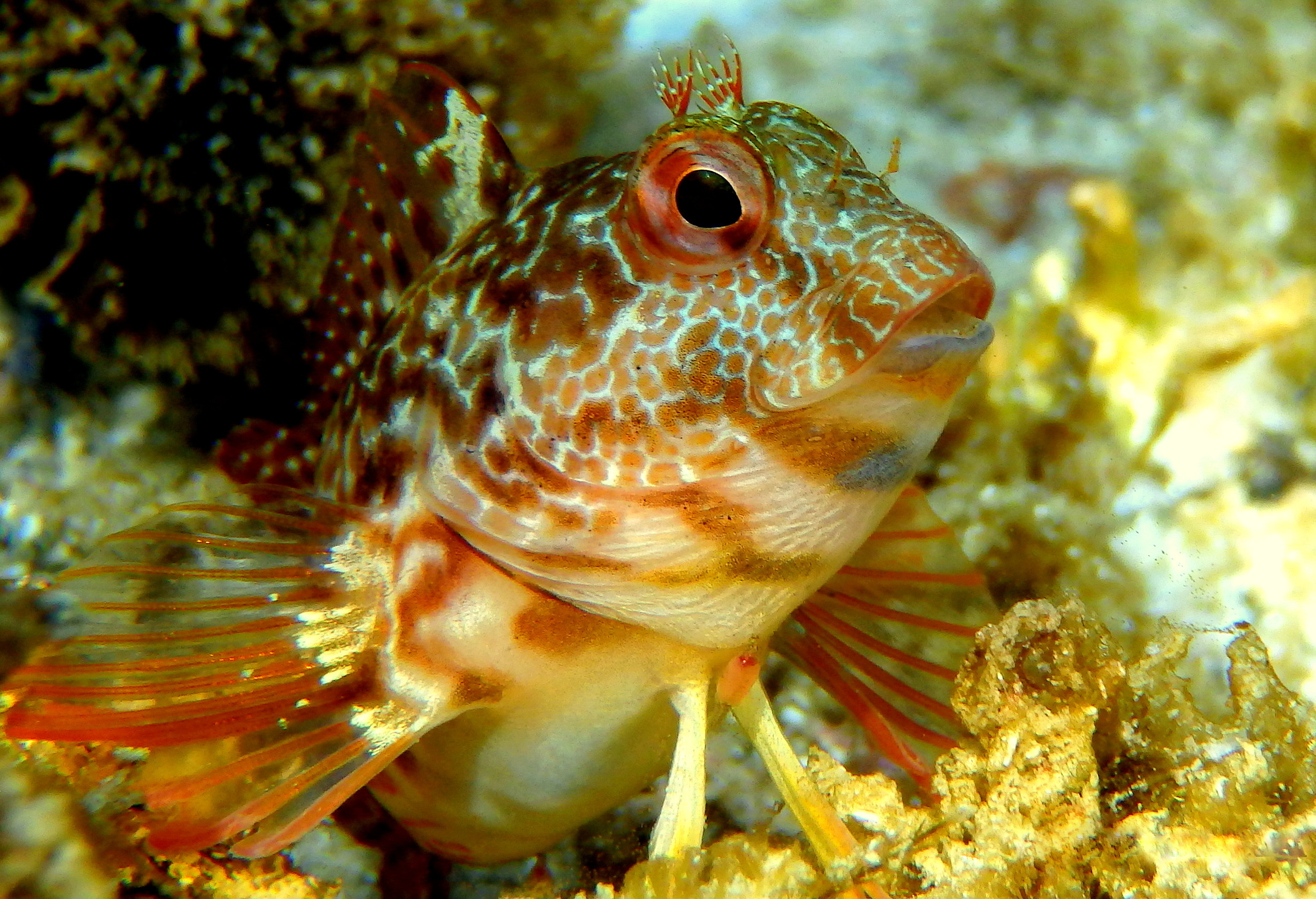
Parablennius pilicornis en los fondos del parque natural.

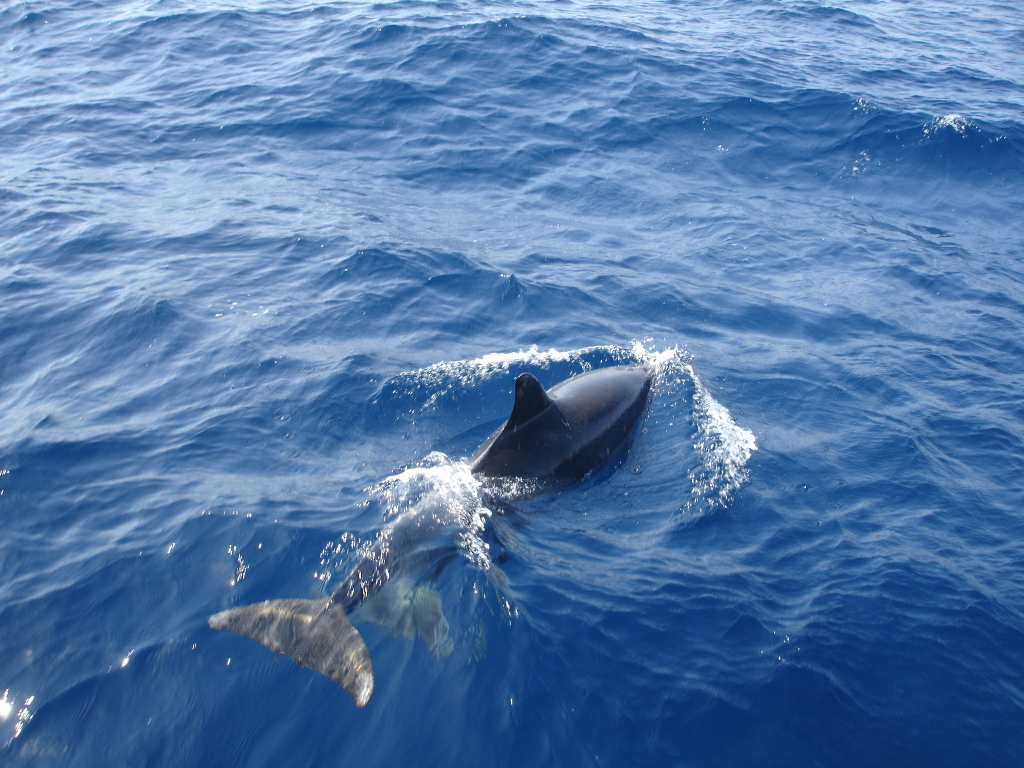
Delfín mular en aguas del estrecho de Gibraltar.

Los ecosistemas marinos del Estrecho son considerados los de mayor riqueza faunística de la costa española principalmente por ser zona de confluencia entre las provincias marinas lusitánica, mediterránea y mauritana. En el frente litoral se han identificado más de 1900 especies tanto de flora como de fauna entre los que destacan muchos endemismos y especies raras o en serio peligro de desaparecer en otras zonas. Las comunidades bentónicas que viven sobre sustratos rocosos en la plataforma continental poseen un alto grado de estructuración que las hace muy susceptibles a cambios externos. Por su rareza son objetos de protección las colonias de coral rojo, de la fanerógama Cymodocea nodosa o del alga Laminaria ochroleuca. Esta abundante flora y la fauna asociada es la responsable de la presencia tanto de cetáceos residentes durante todo el año (calderón común, delfín común, listado, orca y mular) como transeúntes (cachalote y rorcual común) o de grandes caladeros de peces, como el voraz.
Movimientos migratorios
Del mismo modo que el estrecho de Gibraltar actúa como zona de paso de aves migratorias entre Europa y África también establece la comunicación entre el océano Atlántico y el mar Mediterráneo para diversas especies migradoras, siendo particularmente importante el paso de cetáceos y de atunes. De entre los cetáceos el único que realiza procesos migratorios sería el rorcual común.
La migración de atunes rojos tiene una primera fase, con función reproductora, en la que los individuos adultos pasan hacia el mediterráneo para desovar en los meses de mayo y junio y una fase de retorno en julio y agosto en la que regresan al Atlántico para alimentarse en las costas occidentales del continente africano. A lo largo del año tienen también lugar una serie de migraciones de menor entidad y realizadas por individuos jóvenes hacia sus zonas de invernada en los caladeros atlánticos.

## Patrimonio histórico

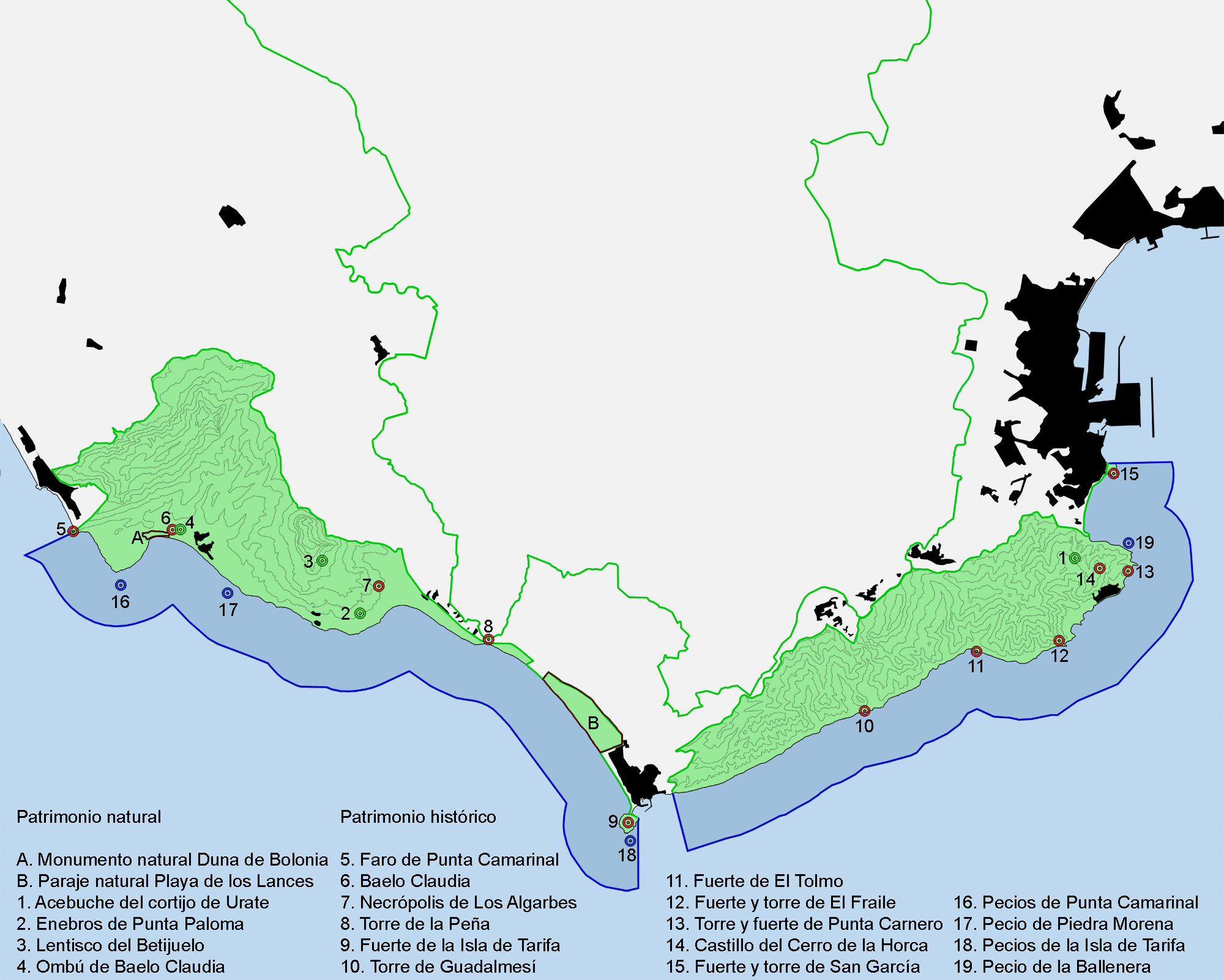
Patrimonio histórico y natural dentro del parque.

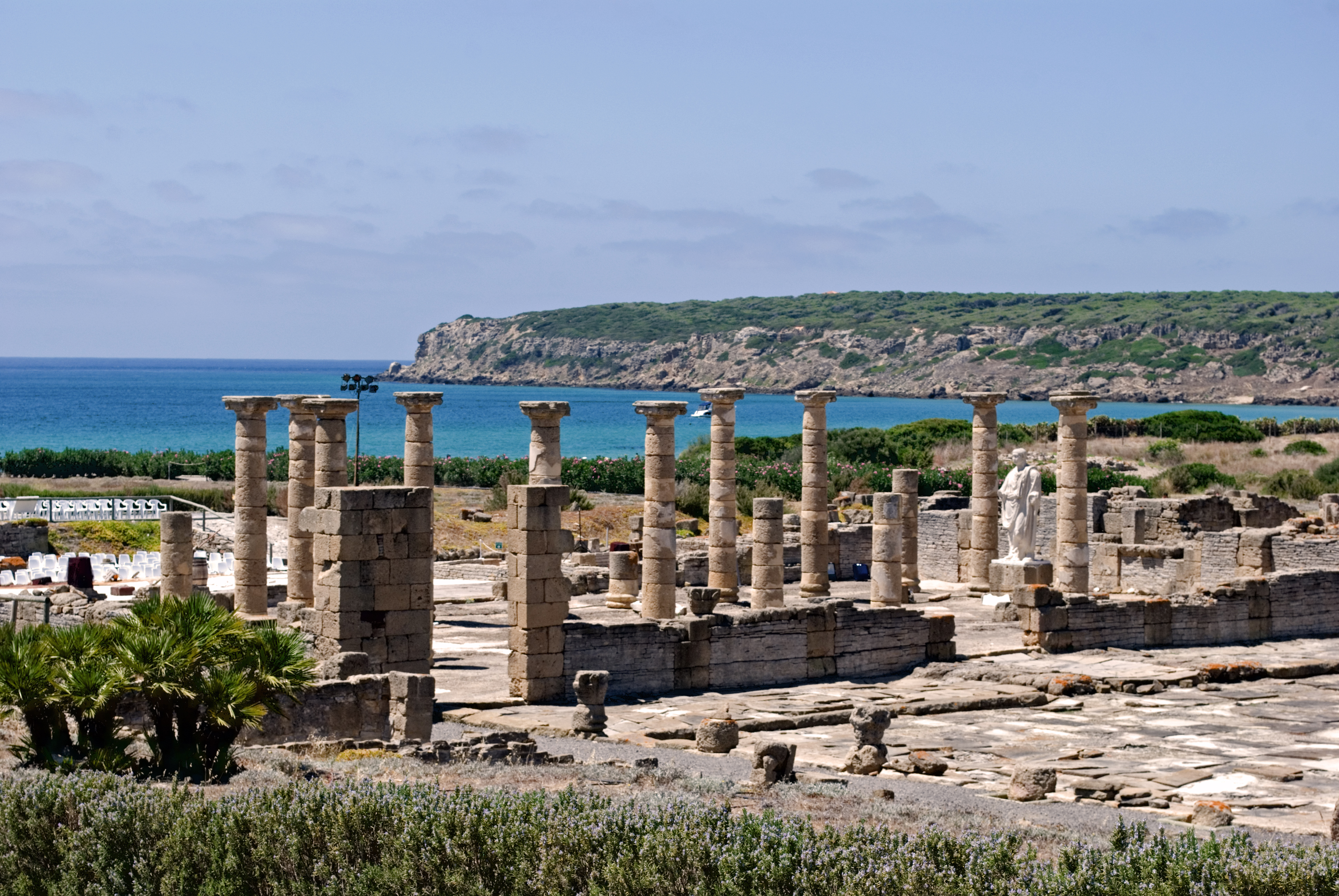
Ruinas romanas de Baelo Claudia en la ensenada de Bolonia.

Dentro del parque natural y en sus alrededores es posible encontrar gran cantidad de cuevas con pinturas rupestres realizadas en el amplio espacio de tiempo que abarca desde el Paleolítico hasta la Edad del Bronce. Estas cuevas, enmarcadas dentro de lo que se ha venido a denominar Arte sureño representan las manifestaciones humanas prehistóricas más meridionales del continente europeo. Destacan por su antigüedad los grabados de equinos de la cueva del Moro.
Son varios los yacimientos arqueológicos presentes en la zona. Cerca de la ensenada de Valdevaqueros, en la sierra de La Plata, se encuentra el yacimiento neolítico de Los Algarbes. Este yacimiento cuenta con una necrópolis y un dolmen de galería cuya construcción se atribuye, igual que otros asentamientos cercanos, a la cultura ibera. De igual manera han aparecido construcciones púnicas en los alrededores de Cala Arenas que inducen a los investigadores a pensar en la existencia de un puerto de abastecimiento o de vigilancia en esta zona.

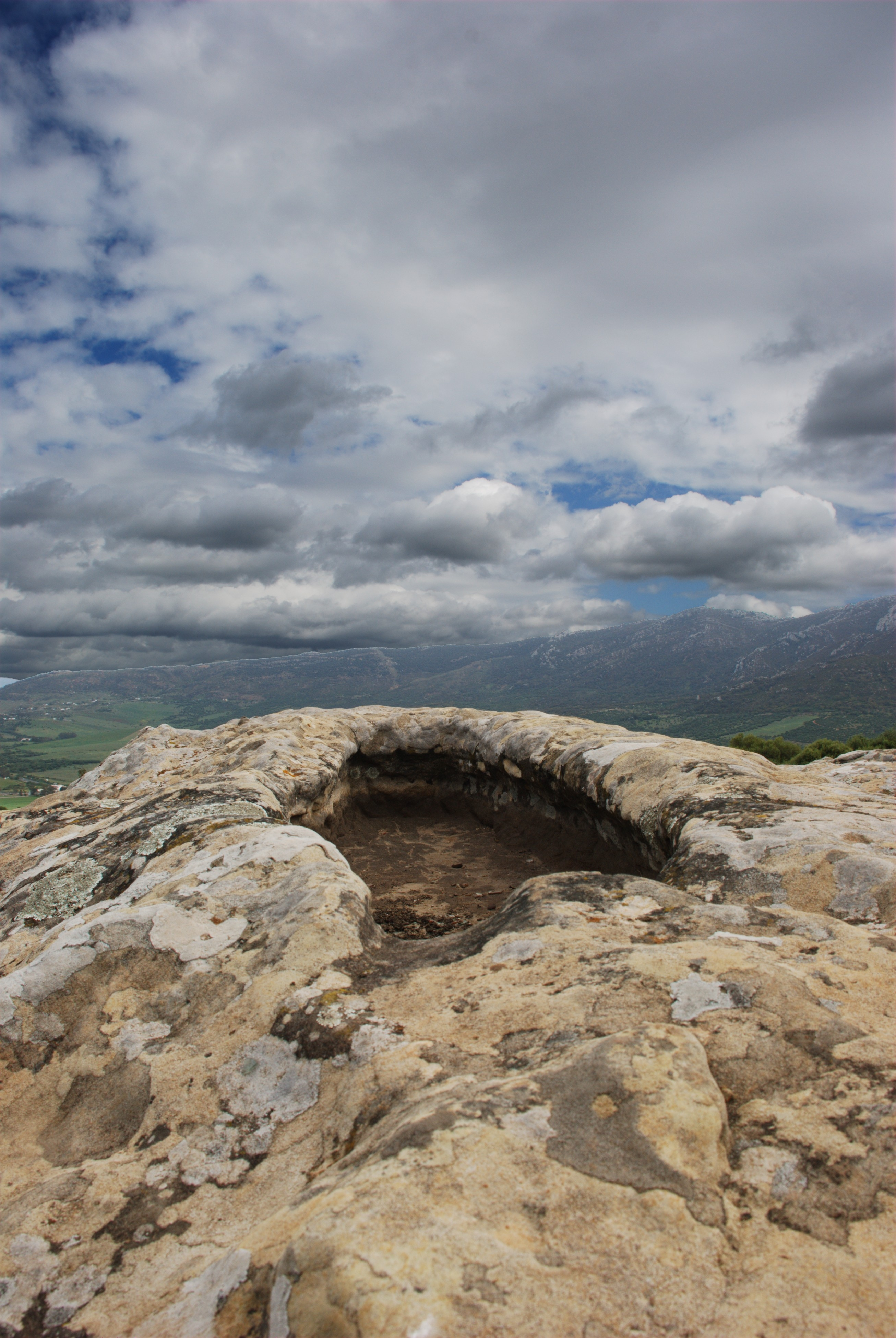
Tumba antropomorfa en la sierra de Betis.

Con todo el yacimiento más importante de la zona, y el único adecuado para la visita, es el de la ciudad romana de Baelo Claudia situado en la ensenada de Bolonia. Las excavaciones en esta ciudad comenzaron en 1917 pasando por diferentes campañas hasta la actualidad con la construcción de un moderno centro de interpretación. Puede visitarse en este parque arqueológico el teatro de la ciudad, sus termas, foro, basílica y los templos dedicados a la tríada capitolina y a Isis.
A lo largo de toda la costa estrecho de Gibraltar se localizan diversas torres y almenaras construidas en diversos periodos históricos con el objetivo de controlar el paso de embarcaciones o de comunicar a las diversas poblaciones. Las tipologías existentes son variadas, correspondiéndose por lo general las torres de planta cuadrada con la época medieval y las de planta redonda con la época moderna. Aunque las fuentes documentales son escasas, parecen datar del medievo las torres de la Peña, del Lobo y el recinto fortificados del cerro de la Horca, mientras que fueron mandadas construir durante el siglo XVI bien por parte de las autoridades militares del Estado como de particulares, las torres de Guadalmesí, de las Palomas, del cabo de Gracia, de la isla de las Palomas, de punta Paloma, del Fraile o del cabo de Plata.
Otros restos arqueológicos de importancia, también relacionados con la defensa de la costa, son los fuertes artillados mandados construir durante el siglo XVIII dentro del sistema de defensas costeras de la bahía de Algeciras creado tras la toma británica del peñón de Gibraltar. El fuerte de El Tolmo y el fuerte de San García, cuyos restos se encuentran en la ensenada de El Tolmo y en la punta de San García, datan de la década de 1730 y aún en la actualidad conservan su planta y pueden identificarse las baterías artilladas y las diversas estancias con las que contaban.
De igual importancia son los yacimientos subacuáticos existentes en la zona. Dentro del área marina protegida se encuentran varios pecios correspondientes a embarcaciones datadas desde la época púnica hasta prácticamente la actualidad, siendo frecuentes las anclas romanas como las existentes en los alrededores de la punta de Tarifa o de la punta de San García o los cañones de hierro como los existentes en Bolonia. Desde 2009 este patrimonio se encuentra protegido por la Junta de Andalucía tras la delimitación e inscripción como bienes de interés cultural de 56 zonas arqueológicas y 42 zonas de servidumbre arqueológica localizadas en aguas continentales e interiores en el Catálogo General del Patrimonio Histórico Andaluz.